# Tamar Abakelia
Pour les articles homonymes, voir Abakelia.

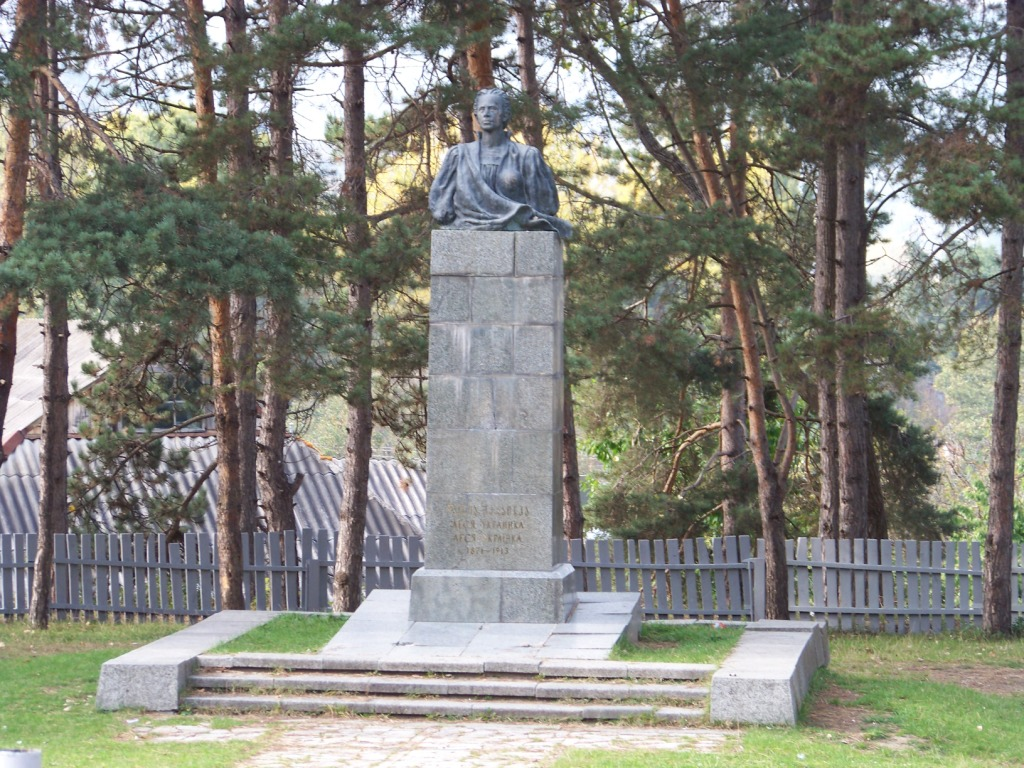
Statue de Lecia Ukrainka par Tamar Abakelia.

Tamar Abakelia (en géorgien : თამარ აბაკელია ; 1905-1953) fut une artiste, sculptrice, peintre et productrice de cinéma géorgienne de l'époque soviétique.

## Biographie
Née à Khoni (Géorgie occidentale) en 1905, quand la Géorgie n'était qu'une province de la Russie impériale, Tamar Abakelia étudia l'art à l'Académie des Beaux-Arts de Tbilissi dont elle fut diplômée en 1929 après avoir eu pour professeurs plusieurs artistes célèbres, dont I. Nikoladzé, N. Kandelaki et I. Charlemagne. Durant les deux décennies suivantes, Abakelia s'établit comme l'une des principales artistes de sa génération, devenant l'une des artistes d'honneur de la République socialiste soviétique de Géorgie en 1942.
Elle produisit de nombreuses sculptures, des bas-reliefs et des peintures. Tamar Abakelia fut l'une des premières à adopter un style artistique monumental, faisant des travaux tels que les séries de bas-reliefs Batoumis demonstratsia (La Manifestation de Batoumi), Oktomberi Sakartvelochi (Octobre en Géorgie), Sophlis Meourneoba Sakartvelochi (La Ferme du Village en Géorgie) et Bednieri Tskhovreba (La Vie Heureuse). Elle fut également l'une des premières peintres à illustrer Le Chevalier à la peau de panthère de Chota Roustaveli et les poèmes de Vaja-Pchavela.
Outre les nombreuses peintures célèbres qu'elle produisit entre 1928 et 1936, Abakelia fut très active dans le théâtre et la production cinématographique. Elle produisit ainsi de nombreux films, dont l'Irmis Khevi de Kldiachvili et Lali de Kaladze (1945), Giorgi Saakadze (1941-1942) et David Gouramichvili (1945). Elle mourut à Tbilissi le 14 mai 1953 et fut enterrée au Panthéon des Figures Publiques de Didube.